# Provinz Biella
Die Provinz Biella (italienisch Provincia di Biella) ist eine italienische Provinz der Region Piemont. Hauptstadt ist Biella. Sie hat 168.583 Einwohner (Stand 31. Dezember 2023) in 74 Gemeinden auf einer Fläche von 914 km².
Die Provinz wurde mit einem Gesetz von 1992 eingerichtet und trat 1996 in Kraft. Sie grenzt im Westen an das Aostatal und ist umschlossen von der Metropolitanstadt Turin im Westen und der Provinz Vercelli im Norden, Osten und Süden.

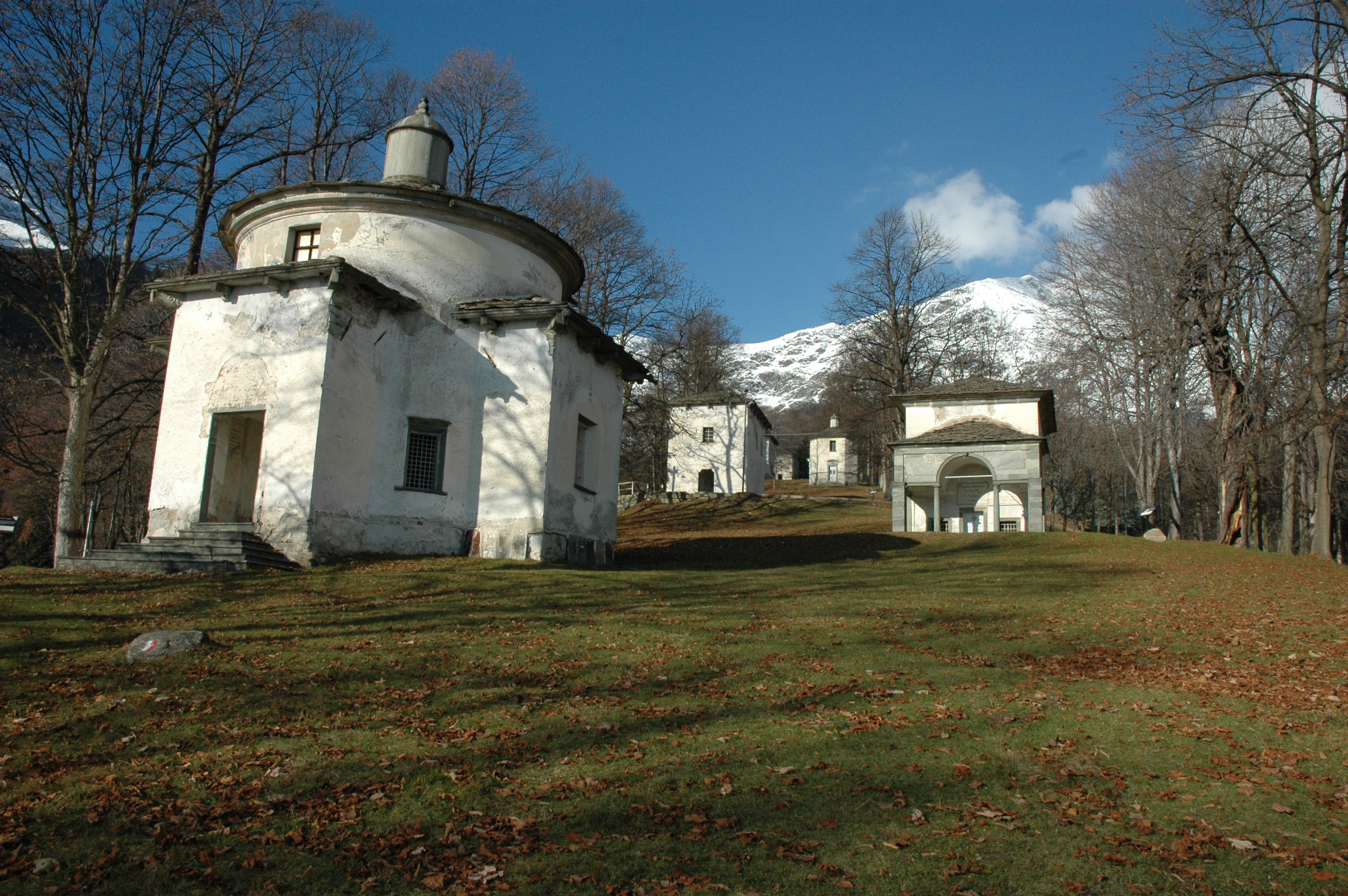
Sacro Monte di Oropa – Aufgang zu den Kapellen

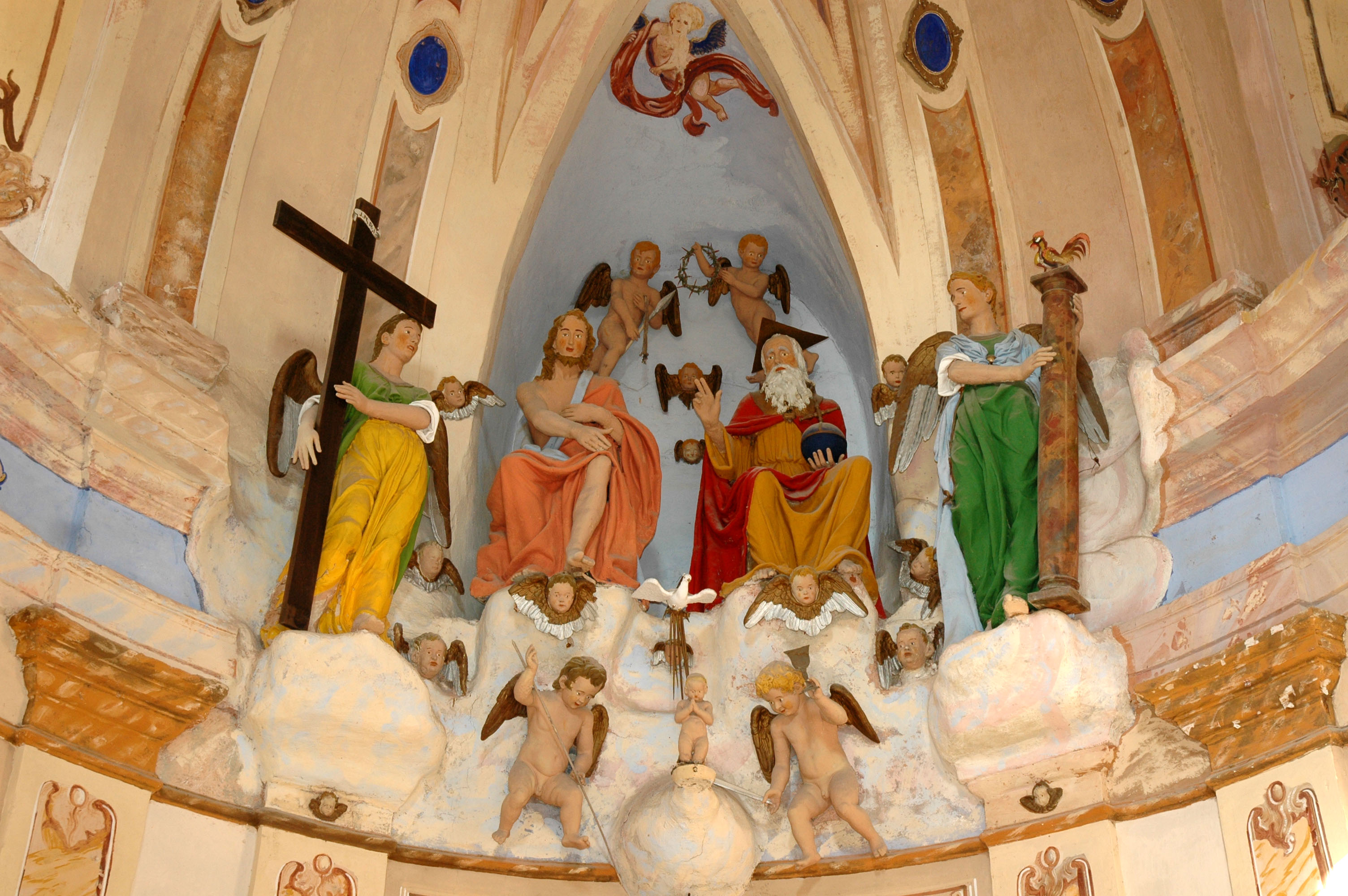
Sacro Monte di Oropa – La Concezione di Maria (Unbefleckte Empfängnis Mariens)

## Kultur und Sehenswürdigkeiten
In Oropa wird der Sacro Monte ab 1617 zusätzlich zu der schon bestehenden marianischen Wallfahrtskirche erbaut, die zu den ältesten Kultstätten des Piemonts gehört und von größter Bedeutung für die Gläubigen ist. Er ist ein bekannter Wallfahrtsort und ist seit 2003 von der UNESCO als einer der Sacri Monti als Weltkulturerbe anerkannt.

## Größte Gemeinden
(Stand 31. Dezember 2023)
| Gemeinde            | Einwohner |
| ------------------- | --------- |
| Biella              | 42.850    |
| Cossato             | 13.891    |
| Valdilana           | 10.044    |
| Vigliano Biellese   | 07.573    |
| Candelo             | 07.245    |
| Mongrando           | 03.603    |
| Occhieppo Inferiore | 03.759    |
| Ponderano           | 03.661    |
| Gaglianico          | 03.813    |
| Cavaglià            | 03.492    |
| Andorno Micca       | 03.006    |